# Gonomyia superba
Gonomyia superba är en tvåvingeart som beskrevs av Alexander 1913. Gonomyia superba ingår i släktet Gonomyia och familjen småharkrankar. Inga underarter finns listade i Catalogue of Life.